# Herbes de Mallorca
Herbes de Mallorca és una beguda tradicional d'aquesta illa.

## Història
Els àrabs descobriren i impulsaren el procés de l'obtenció d'alcohol per destil·lació en el segle ix, el qual arribà més tard (s. XII i XIII) a Europa de mans dels comerciants venecians. Els monestirs i les companyies eclesiàstiques tingueren un paper important en l'obtenció de destil·lats que, en un principi, tenien finalitats curatives i medicinals. A les Illes, a finals del segle xiii, el mallorquí Ramon Llull va fer importants aportacions al procés de la destil·lació. A final del segle xviii hi havia a Mallorca 177 alambins dedicats a obtenir aiguardent del qual es produïen 780.000 litres, i dels quals el 60% era per a consum illenc. Al segle xix s'exportaven begudes a altres indrets, com per exemple Amèrica del Sud. A finals d'aquest mateix segle, moment en què es popularitzà i generalitzà la fabricació i el consum de les herbes, s'obriren diverses destil·leries que encara perduren avui en dia. A les Illes actualment existeix una important xarxa de producció de begudes espirituoses que són apreciades pels illencs i pels visitants, productes que formen part de les nostres festes, costums i tradicions.
En el reglament de la denominació geogràfica, les Herbes de Mallorca es defineixen com una beguda espirituosa anisada obtinguda bàsicament per l'extracció d'aromes de diverses plantes de la mateixa illa com ara el fonoll, romaní, herba lluïsa, camamilla, llimoner, taronger i tarongí. Els antecedents de les herbes es poden situar als monestirs, on els frares hi elaboraven un ampli ventall d'aiguardents i begudes espirituoses fetes amb herbes i fruites. Els pagesos mallorquins elaboraven, a les possessions, les herbes gràcies a la presència de molts d'alambins, a mitjans i finals del segle xviii, que subministraven la beguda espirituosa anisada. Posteriorment es crearen indústries licoreres amb una producció considerable, tot i que encara actualment és molt comuna l'elaboració casolana d'herbes per al consum propi, amb receptes pròpies segons el gust de cada família. Tradicionalment aquesta beguda espirituosa anisada ha tingut una gran acceptació a Mallorca tant a nivell industrial com casolà. El 2002 es va aprovar el Reglament de la denominació geogràfica Herbes de Mallorca, la qual cosa permet per una part protegir el nom geogràfic, i per altra evitar la competència deslleial i garantir la qualitat del producte.

## Elaboració
Les Herbes de Mallorca s'obtenen per una mescla d'una beguda espirituosa anisada amb una solució hidroalcohòlica aromatitzada per maceració o destil·lació de plantes aromàtiques. Els ingredients essencials són els següents:
- Beguda espirituosa anisada
- Alcohol etílic d'origen agrícola
- Aigua
- Plantes aromàtiques: herba lluïsa, camamilla, taronger, llimoner, romaní, tarongí, fonoll…

L'elaboració i embotellament es realitza exclusivament a l'illa de Mallorca.

## Característiques sensorials
Les Herbes de Mallorca són de color verd a ambre amb distintes intensitats i matisos i es detecta una rica multiplicitat d'aromes que envolten l'olor de l'anís. Els intervals de dolçor són molt amples la qual cosa permet que cada consumidor trobi el que desitja.

## Característiques químiques
El Reglament de la DG Herbes de Mallorca estableix les següents característiques químiques:
- Grau alcohòlic adquirit: 20-50% volum.
- Contingut màxim en metanol: 0,5 g/hl d'alcohol a 100% vol.
- Contingut màxim de substàncies volàtils: èsters (expressats en acetat d'etil): 300 ppm; aldehids (expressats en acetaldehids): 90 ppm; acidesa volàtil (expressada en àcid acètic): 150 ppm; furfural: 15 ppm; alcohols superiors (expressats en alcohol amílic): 225 ppm.
- Contingut màxim de metalls pesants: arsènic: 0,8 ppm; plom: 1 ppm; zinc: 10 ppm; coure: 10 ppm. El total de metalls pesants expressats en plom no pot ser superior a 40 ppm.

## Tipus d'Herbes de Mallorca
En funció del contingut en sucres i del grau alcohòlic adquirit es diferencien tres tipus d'Herbes de Mallorca:
- Herbes dolces: amb un grau alcohòlic mínim del 20% i un mínim de 300 g/litre de sacarosa.
- Herbes mesclades: amb un grau alcohòlic mínim del 25% i un contingut de sucres comprès entre 100 i 300 g/l. Aquesta tipologia ha estat la resposta comercial a la demanda dels consumidors, en els mateixos bars, de mesclats d'herbes dolces i seques. Els cambrers agafaven una botella en cada mà i les abocaven amb una gran habilitat al tassó o la copa, simultàniament, perquè quedassin ben mesclades.
- Herbes seques: amb un grau alcohòlic mínim del 35% i un màxim de 100 g/litre de sacarosa.

## Sistema de control
Els elaboradors d'herbes, per poder usar la menció Herbes de Mallorca a les seves etiquetes, han d'estar inscrits en el Registre de la Denominació Geogràfica, que gestiona la Direcció General d'Agricultura, de la Conselleria d'Agricultura i Pesca del Govern Balear. Els elaboradors d'Herbes de Mallorca han de dur un sistema de registres, autoritzats prèviament per la Direcció General d'Agricultura, que garanteixi la identificació i traçabilitat de les begudes espirituoses anisades comercialitzades amb la denominació geogràfica Herbes de Mallorca. Anualment, els elaboradors d'Herbes de Mallorca, han de presentar davant la Direcció General d'Agricultura declaració, en imprès normalitzat, de les existències, produccions i de la comercialització d'Herbes de Mallorca.